# Comuna Polianivka, Novohrad-Volînskîi
Polianivka (în ucraineană Поліянівська сільська рада) este o comună în raionul Novohrad-Volînskîi, regiunea Jîtomîr, Ucraina, formată din satele Malînivka, Polianivka (reședința) și Vîrobî.

## Demografie
Componența lingvistică a comunei Polianivka
     Ucraineană (98,7%)
     Rusă (1,3%)
Conform recensământului din 2001, majoritatea populației comunei Polianivka era vorbitoare de ucraineană (98,7%), existând în minoritate și vorbitori de rusă (1,3%).